# Purple Rain (album)
Purple Rain is het zesde album van de Amerikaanse popartiest Prince, het eerste album van Prince & The Revolution en werd uitgebracht in 1984. Het album fungeerde als de soundtrack van de gelijknamige film.

## Algemeen
Het album, de film en de singles maakten van Prince een wereldster. Wereldwijd zouden er uiteindelijk 16,3 miljoen (tot 2000) exemplaren van het album verkocht worden, waarvan 11,3 miljoen in de Verenigde Staten. De rockballades Purple Rain en When Doves Cry werden respectievelijk in Europa en de V.S. zijn grootste hits ooit.
Het was tot dan toe het meest rockgetinte album van Prince.
The Revolution bestond op dit album uit Lisa Coleman op toetsen, Matt Dr. Fink op synthesizers, Brown Mark op basgitaar, Wendy Melvoin op gitaar en Bobby Z. op drums.

## Nummers
| 1. | Let's Go Crazy     | 4:39 |
| 2. | Take Me With U     | 3:54 |
| 3. | The Beautiful Ones | 5:14 |
| 4. | Computer Blue      | 3:59 |
| 5. | Darling Nikki      | 4:14 |
|    |                    |      |
| 6. | When Doves Cry     | 5:54 |
| 7. | I Would Die 4 U    | 2:49 |
| 8. | Baby I'm a Star    | 4:24 |
| 9. | Purple Rain        | 8:41 |

## Singles
Er werden vijf singles uitgebracht van Purple Rain: When Doves Cry (16 mei 1984), Let's Go Crazy (18 juli), Purple Rain (26 september), I Would Die 4 U (28 november) en Take Me With U (25 januari 1985).
Vier van de vijf singles kenden een B-kant waarvan het nummer nog niet eerder was uitgebracht: 17 Days (B-kant When Doves Cry), Erotic City (B-kant Let's Go Crazy), God (B-kant Purple Rain) en Another Lonely Christmas (B-kant I Would Die 4 U).
Vier singles werden in veel landen toptienhits: When Doves Cry (NL: op 5, VS: op 1), Let's Go Crazy (NL: op 18, VS: op 1), Purple Rain (NL: op 1, VS: op 2) en I Would Die 4 U (NL: op 3, VS: op 8).

## Ontstaan
Drie nummers waren van oorsprong livenummers (I Would Die 4 U, Baby I'm a Star en Purple Rain), opgenomen op 3 augustus 1983 in First Avenue in Minneapolis in de Amerikaanse staat Minnesota. Dit benefietconcert was het livedebuut van de toen negentienjarige Wendy Melvoin. Alleen de basis van die nummers bleef over, de rest, inclusief de vocalen, werd in de tweede helft van augustus en september opgenomen in de Sunset Soundstudio in Los Angeles. Ook andere nummers werden daar rond die tijd opgenomen (Computer Blue en The Beautiful Ones). Een paar dagen na het liveoptreden in First Avenue nam hij Darling Nikki op in zijn thuisstudio. In oktober nam Prince nog enkele nummers op in Minneapolis, waaronder Let's Go Crazy in het St. Louis Warehouse.
Na de filmopnamen van Purple Rain zou hij weer naar Sunset Sound afreizen om Take Me With U en op de valreep When Doves Cry op te nemen. Dat laatste nummer werd op 1 maart 1984 opgenomen, tweeënhalve maand voor dit nummer op single uitkwam.

## Instrumentatie, zang en composities
Alle nummers zijn gecomponeerd door Prince, met uitzondering van Computer Blue wat hij samen met Lisa Coleman, Matt Dr. Fink, Wendy Melvoin en zijn vader John L. Nelson had geschreven.
Vier nummers zijn echte Prince & The Revolution-nummers; Let's Go Crazy, I Would Die 4 U, Baby I'm a Star en Purple Rain. Computer Blue is een product van Prince samen met Wendy & Lisa (wat die twee precies speelden is onduidelijk, maar ze deden in ieder geval de inleidende vocalen en de achtergrondvocalen). Take Me With U is een duet met Apollonia. The Beautiful Ones, Darling Nikki en When Doves Cry zijn volledig door Prince zelf ingespeeld en ingezongen.
Op de nummers Take Me With U, Baby I'm a Star en het meest opvallendst op Purple Rain werden de strijkers verzorgd door violiste Novi Novog, Lisa's broer David Coleman en Suzi Katayama, beiden op cello.
When Doves Cry bevatte geen bassline, wat onorthodox was voor een single. Take Me With U werd volgens de overlevering in twee minuten geschreven op een servetje.